# 武卡什·斯科魯普斯基
武卡什·斯科魯普斯基（波蘭語：Łukasz Skorupski；1991年5月5日—）是一位波蘭足球運動員。在場上的位置是守門員。他現在效力於意甲球隊博洛尼亚。他也代表波蘭國家足球隊參賽。

## 俱樂部生涯

### 博洛尼亚
2018年6月22日，羅馬證實已將斯科魯普斯基賣給博洛尼亚，轉會費約900萬歐元。

## 榮譽

### 俱樂部
波隆那
- 意大利盃冠軍：2024–25[3]

## 外部連結
- 90minut.pl网站上武卡什·斯科魯普斯基的资料（波兰語）
- Soccerway資料庫：武卡什·斯科魯普斯基